# RecQ helikaza
RecQ helikaza je familija helikaza, enzima kaji su važni za održavanje genoma. Oni funkcionišu tako što katalizuju reakciju 
ATP + 2O → ADP + 
i koriste dobijenu energiju za razdvajanje dvolančane DNK i translokaciju u 3' ka 5' smeru. Ovi enzimi mogu da koriste i reakciju 
NTP + 2O → NDP + P
kao izvor energije.

## Funkcija
Kod prokariota RecQ je neopodan rekombinaciju plazmida i popravku DNK nakon izlaganja UV-svetlu, slobodnim radikalima, i alkilirajućim agensima. Ovaj protein takođe može da popravlja oštećenja usled replikacionih grešaka. Kod eukariota, replikacija ne teče normalno u odsustvu RecQ proteina.

## Literatura
- Bernstein DA, Keck JL (2003). „Domain mapping of Escherichia coli RecQ defines the roles of conserved N- and C-terminal regions in the RecQ family”. Nucleic Acids Res. 31 (11): 2778—85. PMC 156711 . PMID 12771204. doi:10.1093/nar/gkg376.
- Skouboe C, Bjergbaek L, Andersen AH (2005). „Genome instability as a cause of ageing and cancer: Implications of RecQ helicases”. Signal Transduction. 5 (3): 142—151. doi:10.1002/sita.200400052.
- Laursen LV, Bjergbaek L, Murray JM, Andersen AH (2003). „RecQ helicases and topoisomerase III in cancer and aging”. Biogerontology. 4 (5): 275—87. PMID 14618025. doi:10.1023/A:1026218513772.
- Nicholas C. Price; Lewis Stevens (1999). Fundamentals of Enzymology: The Cell and Molecular Biology of Catalytic Proteins (Third изд.). USA: Oxford University Press. ISBN 019850229X.
- Eric J. Toone (2006). Advances in Enzymology and Related Areas of Molecular Biology, Protein Evolution (Volume 75 изд.). Wiley-Interscience. ISBN 0471205036.
- Branden C; Tooze J. Introduction to Protein Structure. New York, NY: Garland Publishing. ISBN 0-8153-2305-0.
- Irwin H. Segel. Enzyme Kinetics: Behavior and Analysis of Rapid Equilibrium and Steady-State Enzyme Systems (Book 44 изд.). Wiley Classics Library. ISBN 0471303097.
- William P. Jencks (1987). Catalysis in Chemistry and Enzymology. Dover Publications. ISBN 0486654605.

## Spoljašnje veze
- helikaze
- gen